# ゾンゴ
ゾンゴ（フランス語: Zongo）はコンゴ民主共和国南ウバンギ州の都市である。

## 地理
ウバンギ川の南岸に位置し、対岸に中央アフリカ共和国の首都バンギがある。

## 経済
港町で河川港がある。主要な産業は農業である。食用作物（キャッサバ、トウモロコシ、ピーナッツ、バナナ、タロイモ、サツマイモ）や永年作物（コーヒー、パーム油（ギニアアブラヤシ））が栽培されている。